# Astragalus echinatus
Astragalus echinatus es una especie de planta herbácea perteneciente a la familia de las leguminosas.

## Descripción
Planta recostada sobre el suelo y radialmente ascienden tallos que llevan hojas divididas en muchos pares de foliolos y en el extremo cabezas de flores apretadas, de atractivo color púrpura. Los pedúnculos que sostienen esas cabezuelas son más largos que la más alta de las hojas. Los frutitos son legumbres ovoideas que también se aprietan densamente entre sí y van cubiertos de escamas sedosas.

## Distribución y hábitat
Extendida desde el sur de Portugal hasta la península y las islas del Mar Egeo. Aquí y allá prefiere los suelos pedregosos que tanto abundan en Andalucía oriental.

## Taxonomía
Astragalus echinatus fue descrita por Johan Andreas Murray y publicado en Prodromus designationis stirpium Gottingensium: 222 (1770)
Etimología
Astragalus: nombre genérico derivado del griego clásico άστράγαλος y luego del Latín astrăgălus aplicado ya en la antigüedad, entre otras cosas, a algunas plantas de la familia Fabaceae, debido a la forma cúbica de sus semillas parecidas a un hueso del pie.
echinatus: epíteto latino  que significa "espinoso".
Sinonimia
- Astragalus cristatus Gouan
- Astragalus dasyglottis Pall.
- Astragalus echinatus var. pentaglottis (L.) Maire
- Astragalus echinatus var. stenorrhinus (Pau) Maire
- Astragalus pentaglottis L.
- Astragalus stenorrhinus Pau
- Glottis echinata (Murray) Medik.
- Tragacantha pentaglottis (L.) Kuntze[5][6]